# Кайвано
Кайа̀но (на италиански: Caivano; на неаполитански: Caivan', Кайванъ) е град и община в Южна Италия, провинция Неапол, регион Кампания. Разположен е на 27 m надморска височина. Населението на общината е 38 238 души (към 2014 г.).